# Xalet al carrer Àngel Guimerà, 20 (Sant Cugat del Vallès)
El Xalet al carrer Àngel Guimerà, 20 és una obra de Sant Cugat del Vallès (Vallès Occidental) protegida com a Bé Cultural d'Interès Local.

## Descripció
Xalet d'estiueig que constitueix un bon exemple d'edifici de la tradició mediterrània on destaca el tractament de les obertures amb diverses formes i proporcions així com el ràfec i la teulada.
El més destacable és el tractament volumètric del conjunt, amb un cos central amb una planta més que forma una torreta rectangular rematada per una teulada de quatre aiguavessos amb ràfec de caps de biga i remat ceràmic als encontres dels careners.
Les finestres i altres obertures estan emfatitzades mitjançant uns esgrafiats modernistes que dibuixen garlandes o medallons, aquests dibuixos s'estenen també a les pilastres de la tanca.
Els angles estan assenyalats per uns esgrafiats que imiten una falsa construcció de carreus, la qual també s'estén a les línies de crugia del cos més elevat.
La tanca està formada per una sèrie de pilars quadrats amb remat cilíndric que emmarca un esgrafiat modernista.